# Amarok (album)
Pour les articles homonymes, voir Amarok.
Albums de Mike Oldfield
Earth Moving
(1989) Heaven's Open
(1991)
Amarok est le douzième album studio réalisé par le musicien britannique Mike Oldfield. Il est paru en mai 1990.
Cet album ne contient qu'une piste unique de 60 minutes. L'album est délibérément anticommercial, ce qui semble une volonté de Mike Oldfield, insatisfait du manque de soutien de Virgin pour sa musique. Par exemple, l'introduction est volontairement discordante, pour décourager les auditeurs qui écouteraient le disque dans les magasins, et aucun thème n'est exposé plus longuement qu'une à deux minutes, pour empêcher toute exploitation en simple.
Le résultat est un disque déjanté, fourmillant de mélodies et de trouvailles sonores mais difficile d'accès : il demande une écoute attentive et ne convient pas en musique de fond, du fait des grands contrastes sonores mis en place par Oldfield dans cette musique. Même si de nombreux fans le considèrent comme un des tout meilleurs disques de Mike, Amarok s'est très mal vendu, Virgin n'ayant fait aucune promotion à sa sortie.

## Contenu de l'album
1."Amarok" – 60:02
- 00:00 – Fast Riff Intro
- 02:32 – Intro
- 05:46 – Climax I – 12 Strings
- 06:18 – Soft Bodhran
- 07:20 – Rachmaninov I
- 08:35 – Soft Bodhran 2
- 09:29 – Rachmaninov II
- 09:56 – Roses
- 10:42 – Reprise I – Intro
- 12:45 – Scot
- 13:16 – Didlybom
- 15:00 – Mad Bit
- 15:56 – Run In
- 16:11 – Hoover
- 18:00 – Fast Riff
- 19:57 – Lion
- 21:57 – Fast Waltz
- 23:42 – Stop
- 24:33 – Mad Bit 2
- 24:46 – Fast Waltz 2
- 25:06 – Mandolin
- 26:07 – Intermission
- 26:23 – Boat

- 29:27 – Intro Reprise 2
- 32:07 – Big Roses
- 33:13 – Green Green
- 34:24 – Slow Waltz
- 36:04 – Lion Reprise
- 37:05 – Mandolin Reprise
- 37:47 – TV am/Hoover/Scot
- 39:50 – Fast Riff Reprise
- 42:22 – Boat Reprise
- 43:32 – 12 Rep / Intro Waltz
- 44:12 – Green Reprise
- 44:46 – Africa I: Far Build
- 48:00 – Africa I: Far Dip
- 48:46 – Africa I: Pre Climax
- 49:32 – Africa I: 12 Climax
- 50:24 – Africa I: Climax I
- 51:00 – Africa II: Bridge
- 51:17 – Africa II: Riff
- 51:34 – Africa II: Boats
- 51:52 – Africa II: Bridge II
- 52:10 – Africa II: Climax II
- 54:22 – Africa III: Baker

## Personnel
- Mike Oldfield : guitare acoustique, basse acoustique et électrique, banjo, bouzouki, e-bow, guitare classique, guitare électrique, mandoline, Coral sitar-guitare, guitare 12 cordes, ukulélé, violon, bell-tree, bodhran, cabasa, orgue Farfisa, orgue Vox, kalimba, marimba, melodica, cornemuse, penny whistles, piano, psalterion, rototoms, spinet, timbale, cloches tubulaires, wonga box
- Janet Brown : voix de Margaret Thatcher
- Jabula : chœur africain et percussions
- Paddy Moloney : pipeau
- Clodagh Simonds : voix
- Bridget St John : voix
- Tom Newman : producteur et ingénieur